# Folkloristika

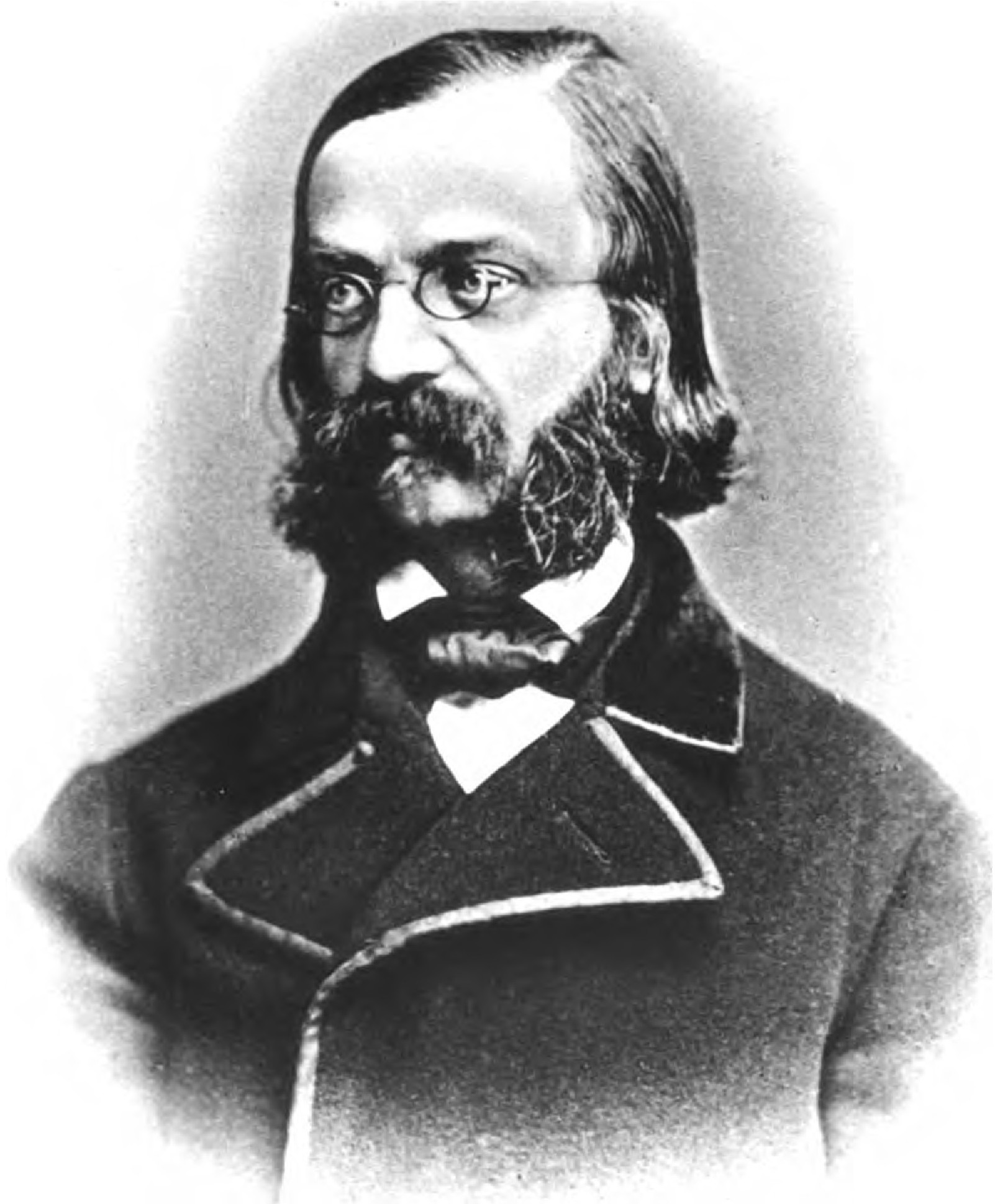
Reinhold Köhler, možný autor pojmu

Folkloristika je věda, která se zabývá folklórem, tedy různými formami lidové kultury. V užším pojetí, převládajícím například v českém prostředí, folklór, potažmo folkloristika, zahrnuje především nehmotné formy lidové kultury: hudbu, slovesnost, tanec, zvyky, pověry a podobně, v širším pojetí, užívaném například ve Francii, se ale zaobírá i hmotnými projevy lidové kultury, včetně architektury. V nejužším pojetí, používaném v severských zemích, se pak folkloristika zaobírá pouze lidovou slovesností. Přístup folkloristiky k tématu pak může odrážet zřetel archeologie, historiografie, literární vědy, psychologie, sociologie, etnografie a dalších věd.
K folkloristickým podoborům náleží především:
- slovesná folkloristika, zaměřená na ústní lidovou slovesnost
- etnomuzikologie, zaměřená na lidovou hudbu
- etnochoreologie, zaměřená na lidový tanec

## Dějiny
Pojem folklór poprvé použil britský učenec William Thoms v roce 1846 jako náhradu za starší termín popular antiquities (lidové starožitnosti), a to jako název pro dané projevy lidové kultury tak pro jejich studium. Od 80. let 19. z  důvodu větší jasnosti začali někteří autoři oba pojmy rozlišovat, mezi takové patří například německý literární historik Reinhold Köhler (1887), americký folklorista Charles Leland (1889), ruský folklorista Jurij Sokolov (1938) nebo švédský etnograf Åke Hultkrantz (1960). Na počátku 21. století začal ale pojem mizet a celý obor se dostal do krize, americký folklorista Alan Dundes jako příklad tohoto procesu  uvádí fakt, že na německých a severských univerzitách se pojem folkloristika přestává používat ve prospěch etnologie a kulturních studií, nebo že ve Spojených státech v roce 2004 už neexistuje jediný doktorský program zaměřený na studium folklóru.

## Česko
V českém prostředí bývá etnografie, respektive národopis, někdy chápána jako širší disciplína nadřazená folkloristice, ale z důvodů jejího nejasného vymezení je takové chápání sporné. V 19. století se namísto pojmu folkloristika objevovaly také výrazy jako národozpyt a lidopis a ty byli, společně s pojmy jako  etnografie, etnologie a kulturní historie často používaly jako zaměnitelné. Nejasnost vztahu pojmů folkloristika a etnografie odrážel také například název Ústav pro etnografii a folkloristiku Československé akademie věd, založený v roce 1954.
K nejvýznamnějším českým představitelům slovesné folkloristiky patří Jiří Polívka (1858 – 1933), Václav Tille (1867 – 1937), Jiří Horák (1884 – 1975), Karel Horálek (1908 – 1992) a Karel Dvořák (1913 – 1989); v hudební folkloristice Otakar Hostinský (1847 – 1910), Leoš Janáček (1854 – 1928), Ludvík Kuba (1863 – 1956), Karel Vetterl (1898 – 1979) a Jaroslav Markl (1931 – 1985).